# Arrondissement de Melle
L'arrondissement de Melle est une ancienne subdivision administrative française du département des Deux-Sèvres créée le 17 février 1800 et supprimée le 10 septembre 1926. Les cantons furent rattachés à l'arrondissement de Niort.

## Composition
Il comprenait les cantons de Brioux-sur-Boutonne, Celles-sur-Belle, Chef-Boutonne, Chenay (Lezay), Melle, La Mothe-Saint-Héray et Sauzé-Vaussais.

## Sous-préfets
| Période                          | Période                        | Identité                                | Fonction précédente                                        | Observation                                                                   |
| -------------------------------- | ------------------------------ | --------------------------------------- | ---------------------------------------------------------- | ----------------------------------------------------------------------------- |
| 19 germinal an VIII 9 avril 1800 | 25 thermidor an X 13 août 1802 | Benjamin Frotier de La Coste-Messelière |                                                            | Nommé préfet de l'Allier et meurt en fonction                                 |
|                                  |                                |                                         |                                                            |                                                                               |
| 17 mars 1819                     | 21 août 1822                   | Charles Bret                            |                                                            | Révoqué                                                                       |
|                                  |                                |                                         |                                                            |                                                                               |
| 25 janvier 1829                  | 10 août 1830                   | Luce de Solère                          | Sous-préfet d'Évreux (1812-1815) pendant le Premier Empire | Nommé préfet des Deux-Sèvres                                                  |
|                                  |                                |                                         |                                                            |                                                                               |
| 2 juillet 1853                   | 27 février 1855                | Louis Véron de Farincourt               | Conseiller de préfecture de l'Ardèche                      | Nommé sous-préfet d'Argentan                                                  |
|                                  |                                |                                         |                                                            |                                                                               |
| 10 mars 1857                     | 28 décembre 1861               | Adolphe Loreilhe de Lestaubière         | Sous-préfet de Limoux                                      | Nommé sous-préfet de Dreux                                                    |
|                                  |                                |                                         |                                                            |                                                                               |
| 31 décembre 1866                 | 13 avril 1876                  | Alfred Vitalis                          | Sous-préfet de Bourganeuf                                  | Nommé sous-préfet de Miliana en Algérie française                             |
| 13 avril 1876                    | 31 mai 1877                    | Jacob Fournier                          | Avocat et conseiller municipal de Nègrepelisse             | Révoqué après la crise du 16 mai 1877                                         |
| 30 décembre 1877                 | 25 mars 1879                   | Charles Gudin du Pavillon               |                                                            | Nommé sous-préfet de Gannat                                                   |
| 25 mars 1879                     | 17 novembre 1880               | Louis Godissart                         |                                                            | Nommé sous-préfet de Montdidier                                               |
| 17 novembre 1880                 | 2 mars 1885                    | Jean Héli-Devals                        | Sous-préfet de Mauléon                                     | Nommé secrétaire général de la préfecture de l'Aveyron                        |
| 2 mars 1885                      | 10 janvier 1888                | Victor Jacquemont du Donjon             | Sous-préfet de Joigny                                      | Nommé sous-préfet de Semur                                                    |
| 10 janvier 1888                  | 18 mars 1895                   | Louis Verdier-Havart                    | Conseiller de préfecture du Gard                           | Nommé sous-préfet de Marmande                                                 |
| 18 mars 1895                     | 28 février 1896                | Pierre Dubost                           | Sous-préfet de Castellane                                  | Nommé secrétaire général de la préfecture de l'Aube                           |
| 28 février 1896                  | 19 juillet 1898                | Pierre Boudet                           | Secrétaire général de la préfecture de la Lozère           | Nommé sous-préfet de Saint-Flour                                              |
| 19 juillet 1898                  | 31 décembre 1899               | Camille La Flize                        | Sous-préfet de Vervins                                     | Nommé sous-préfet de Pontarlier                                               |
| 31 décembre 1899                 | 8 décembre 1906                | Pierre Magre                            | Secrétaire général de la préfecture de la Mayenne          | Nommé sous-préfet de Dinan                                                    |
| 8 décembre 1906                  | 2 mars 1912                    | Charles Basset                          | Conseiller de préfecture de l'Aisne                        | Nommé sous-préfet de Provins                                                  |
| 2 mars 1912                      | 2 octobre 1914                 | André Desbordes                         |                                                            | Nommé sous-préfet de Gray                                                     |
| 14 octobre 1914                  | 2 octobre 1918                 | Joseph Bazi                             | Conseiller de préfecture de Lot-et-Garonne                 | Nommé secrétaire général de la préfecture de l'Aube                           |
| 2 octobre 1918                   | 22 octobre 1920                | René Detot                              | Secrétaire général de la préfecture de l'Aube              | Nommé sous-préfet de Segré                                                    |
| 22 octobre 1920                  | 7 novembre 1925                | Paul Balley                             | Conseiller à la préfecture de la Vienne                    | Nommé Secrétaire général de la Côte-d'Or                                      |
| 1er mai 1926                     | 22 septembre 1926              | Marcel Filuzeau                         | Conseiller de préfecture de la Charente-Inférieure         | Rattaché à la préfecture des Deux-Sèvres à la fermeture de la sous-préfecture |